# Diego Espinosa Arévalo
Pour les articles homonymes, voir Arevalo et Espinosa.
Diego Espinosa Arévalo, né à Martín Muñoz de las Posadas en Ségovie en septembre 1502 et mort à Madrid le 5 septembre 1572, est un cardinal espagnol du XVIe siècle. Il est le grand-oncle du cardinal Gil Carrillo de Albornoz (1627).

## Repères biographiques

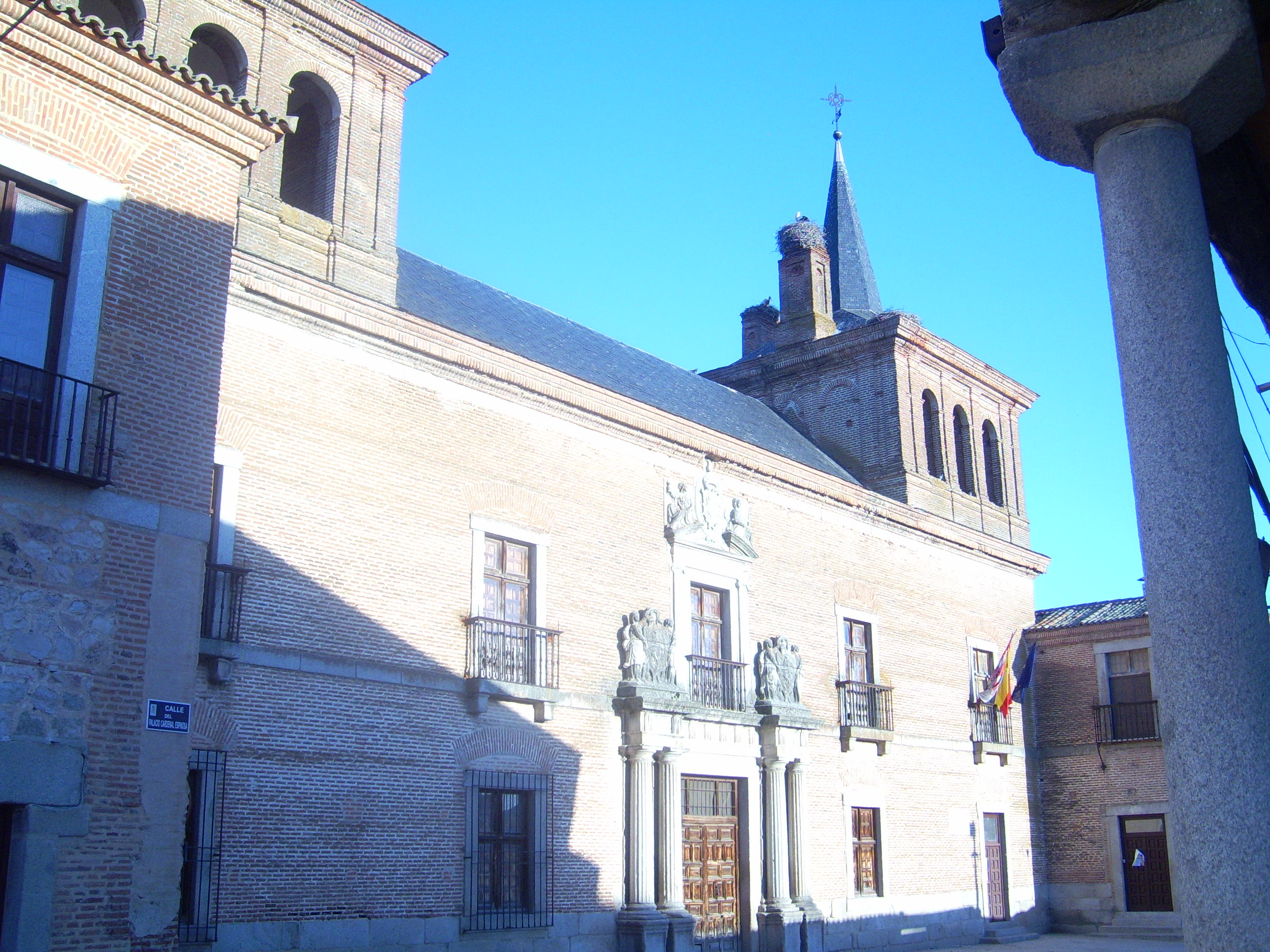
Palais De Diego Espinosa Arévalo à Martín Muñoz de las Posadas

Espinosa étudie à l'université de Salamanque et est professeur à Salamanque, auditeur à la chancellerie de Valladolid et à Séville. Il est régent du conseil royal de Navarre et conseiller du conseil royal suprême de Castille. Après son ordination il est nommé président du conseil suprême de Castille et inquisiteur général de l'Espagne en 1566. Pendant le voyage du roi Philippe II en Flandre en 1567, il est régent du royaume. 
Le pape Pie V le crée cardinal lors du consistoire du 24 mars 1568. Le cardinal Espinosa est élu évêque de Sigüenza en 1568. Il ne participe pas au conclave de 1562, lors duquel Grégoire XIII est élu.